# Маргарита Хабсбург-Австрийска
Вижте пояснителната страница за други личности с името Маргарита Австрийска.
Маргарита Хабсбург-Австрийска, наричана още Маргарита Австрийска, е австрийска ерцхерцогиня и кралица на Испания и Португалия, съпруга на крал Филип III Испански.

## Произход
Родена е в Грац на 25 декември 1584 г. Тя е дъщеря на австрийския ерцхерцог Карл II и Мария-Анна Баварска. По бащина линия Маргарита е внучка на свещения римски император Фердинанд I (Свещена Римска империя) и на унгарската кралица Анна Ягелонина.

## Кралица на Испания и Португалия
На 18 април 1599 г. Маргарита е омъжена за испанския крал Филип III. В новата си родина тя остава известна като патрон на изкуствата, а като кралица се слави и със силно влияние в испанския двор. Маргарита остро се противопоставя на влиянието, което кралските съветници и херцог Лерма упражняват при управлението на съпруга ѝ. Кралицата е изключително активна в дворцовите интриги, с които цели да разобличи корупцията, в която обвинява херцог Лерма.
В същото време Маргарита изпада под силното влияние на две духовни лица – францисканския монах Хуан де Санта Мария и Мариана де Санта Хосе – игуменката на мадридския манастир „Ла Енкарнасион“, които използват близките си отношения с кралицата, за да я манипулират.
Маргарита умира на 3 октомври 1611 г. в Ескориал, Испания, при раждането на последното си дете. След смъртта ѝ крал Филип III никога не се жени повторно и умира десет години по-късно.

## Деца
Маргарита Австрийска ражда на Филип III осем деца:
- Анна Австрийска (1601 – 1666), която става кралица на Франция
- Мария (1 февруари 1603 – март 1603)
- Филип IV Испански – крал на Испания и наследник на престола
- Мария-Анна Испанска – императрица на Свещената Римска империя
- Карлос (15 септември 1607 – 30 юли 1632)
- Фердинанд (1610 – 1641) – Кардинал
- Маргарита Франсиска (1610 – 1617)
- Алфонсо Маурисио (1611 – 1612)

- Портрети на децата
- Ана Австрийска
- Мария
- Филип IV Испански
- Мария-Анна Испанска
- Карлос Австрийски
- Кардинал Фердинанд
- Маргарита
- Алфонсо